# هنری گلدوین
هنری گلدوین (انگلیسی: Henry Gladwin; ۱ ژانویهٔ ۱۷۲۹ – ۱ ژانویهٔ ۱۷۹۱) پرسنل نظامی اهل پادشاهی بریتانیای کبیر بود.